# Uranotaenia pseudohenrardi
Uranotaenia pseudohenrardi är en tvåvingeart som beskrevs av Peters 1955. Uranotaenia pseudohenrardi ingår i släktet Uranotaenia och familjen stickmyggor.
Artens utbredningsområde är Liberia. Inga underarter finns listade i Catalogue of Life.